# La Roque-Sainte-Marguerite
La Roque-Sainte-Marguerite település Franciaországban, Aveyron megyében. Lakosainak száma 178 fő (2022. január 1.). La Roque-Sainte-Marguerite La Cresse, Millau, Nant, Peyreleau, Saint-André-de-Vézines, Lanuéjols és Revens községekkel határos.

## Népesség
A település népessége az elmúlt években az alábbi módon változott:
| Lakosok száma | 142  | 145  | 144  | 195  | 188  | 185  | 182  | 178  | 177  | 178  |
|               | 1968 | 1982 | 1990 | 2006 | 2013 | 2015 | 2017 | 2019 | 2020 | 2022 |